# Delias descombesi
Delias descombesi is een vlindersoort uit de familie van de Pieridae (witjes), onderfamilie Pierinae. Delias descombesi werd in 1836 beschreven door Boisduval.

## Kenmerken
De bovenzijde van de vleugels is overwegend wit, terwijl de onderzijde van de achtervleugels feloranje gekleurd is met twee in het oog springende rode vlekken. De spanwijdte van de vlinder bedraagt 6,5 tot 9 centimeter.

## Verspreiding en leefgebied
De soort komt voor in het Oriëntaals gebied en wordt aan de voet van de Himalaya aangetroffen in warme dalen tot hoogtes van 1500 meter boven zeeniveau.